# Llansteffan

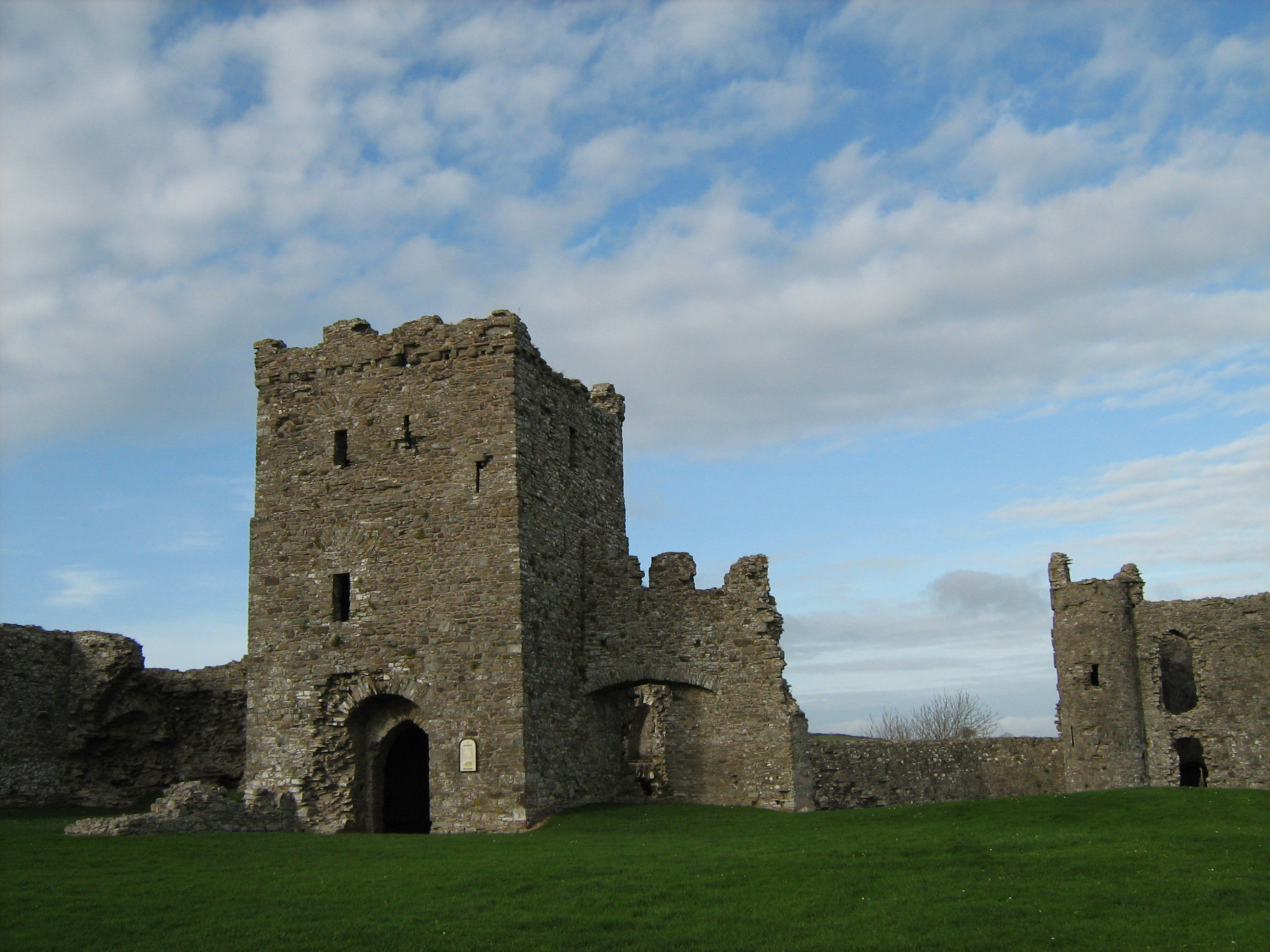
Llansteffan: le rovine del castello

Llansteffan , conosciuto anche nella forma anglicizzata Llanstephan o Lanstephan, è un villaggio con status di community della costa sud-occidentale del Galles, facente parte della contea del Carmarthenshire e situato lungo l'estuario sulla baia di Carmarthen del fiume Tywi. Conta una popolazione di circa 950 abitanti.

## Etimologia
Il toponimo Llansteffan significa letteralmente "chiesa (llan) di San Stefano", in ricordo della chiesa fatto costruire in loco da San Stefano nel 660

## Geografia fisica
Llansteffan si trova nella parte sud-occidentale del Carmarthenshire, all'incirca metà strada tra Laugharne e Kidwelly (rispettivamente ad est-sud della prima e a nord-ovest della seconda) e a circa 20 km a sud di Carmarthen.

## Società

### Evoluzione demografica
Al censimento del 2001, la community di Llansteffan contava una popolazione pari a 941 abitanti, di cui 499 erano donne e 442 erano uomini.

## Monumenti e luoghi d'interesse

### Castello di Llansteffan
Su un promontorio che si affaccia sull'estuario del fiume Tywi si stagliano le rovine l'edificio più famoso della cittadina, il castello di Llansteffan, costruito dai Normanni agli inizi del XII secolo e che giocò un ruolo importante durante le ribellioni del popolo gallese.

### Chiesa di San Stefano
Altro edificio storico di Llansteffan è la chiesa di San Stefano, eretta nel 1120 dai Normanni sulle rovine della preesistente chiesa fatta erigere dal santo nel 660.